# Артамонов Михайло Володимирович
Михайло Володимирович Артамонов (рос. Михаил Владимирович Артамонов, нар. 20 липня 1997) — російський тхеквондист, бронзовий призер Олімпійських ігор 2020 року, чемпіон Європи.

## Виступи на Олімпіадах
| Олімпіада  | Дисципліна | Місце |
| ---------- | ---------- | ----- |
| Токіо 2020 | до 58 кг   | 3     |

## Зовнішні посилання
- Михайло Артамонов [Архівовано 19 серпня 2018 у Wayback Machine.] на сайті taekwondodata.com.

1. ↑  https://www.olympedia.org/athletes/146280
2. ↑  https://olympics.com/tokyo-2020/olympic-games/en/results/taekwondo/athlete-profile-n1428978-artamonov-mikhail.htm